# Steinerjeva ploskev
Steinerjeva ploskev je preslikava realne projektivne ravnine v trirazsežni realni projektivni prostor. To so linearne projekcije Veronesove ploskve, kar je potopitev realne projektivne ravnine v petrazsežni projektivni prostor na trirazsežni projektivni prostor.
Steinerjeve ploskve se lahko razvrsti v deset različnih vrst. Med njimi sta rimska ploskev in križna kapica.
Ploskev je odkril švicarski matematik Jakob Steiner (1796 – 1863).